# Bourg-Archambault
Bourg-Archambault és un municipi francès situat al departament de la Viena i a la regió de la Nova Aquitània. L'any 2007 tenia 192 habitants.

## Demografia

### Població
El 2007 la població de fet de Bourg-Archambault era de 192 persones. Hi havia 92 famílies de les quals 32 eren unipersonals (16 homes vivint sols i 16 dones vivint soles), 36 parelles sense fills i 24 parelles amb fills.
La població ha evolucionat segons el següent gràfic:
Habitants censats

### Habitatges
El 2007 hi havia 147 habitatges, 90 eren l'habitatge principal de la família, 41 eren segones residències i 16 estaven desocupats. Tots els 147 habitatges eren cases. Dels 90 habitatges principals, 63 estaven ocupats pels seus propietaris, 25 estaven llogats i ocupats pels llogaters i 2 estaven cedits a títol gratuït; 4 tenien dues cambres, 10 en tenien tres, 33 en tenien quatre i 43 en tenien cinc o més. 81 habitatges disposaven pel capbaix d'una plaça de pàrquing. A 48 habitatges hi havia un automòbil i a 28 n'hi havia dos o més.

### Piràmide de població
La piràmide de població per edats i sexe el 2009 era:
| Homes | Edats   | Dones |
| ----- | ------- | ----- |
| 0     | 95 o +  | 0     |
| 0     | 90 a 94 | 0     |
| 0     | 85 a 89 | 0     |
| 4     | 80 a 84 | 8     |
| 12    | 75 a 79 | 8     |
| 8     | 70 a 74 | 8     |
| 12    | 65 a 69 | 12    |
| 4     | 60 a 64 | 8     |
| 8     | 55 a 59 | 8     |
| 0     | 50 a 54 | 8     |
| 8     | 45 a 49 | 8     |
| 12    | 40 a 44 | 4     |
| 4     | 35 a 39 | 4     |
| 0     | 30 a 34 | 4     |
| 4     | 25 a 29 | 0     |
| 4     | 20 a 24 | 0     |
| 16    | 15 a 19 | 4     |
| 12    | 10 a 14 | 0     |
| 4     | 5 a 9   | 0     |
| 0     | 0 a 4   | 0     |

## Economia
El 2007 la població en edat de treballar era de 104 persones, 68 eren actives i 36 eren inactives. De les 68 persones actives 67 estaven ocupades (39 homes i 28 dones) i 2 estaven aturades (2 homes). De les 36 persones inactives 15 estaven jubilades, 12 estaven estudiant i 9 estaven classificades com a «altres inactius».

### Ingressos
El 2009 a Bourg-Archambault hi havia 92 unitats fiscals que integraven 193 persones, la mediana anual d'ingressos fiscals per persona era de 15.277 €.

### Activitats econòmiques
Dels 5 establiments que hi havia el 2007, 1 era d'una empresa de construcció, 1 d'una empresa de comerç i reparació d'automòbils, 1 d'una empresa d'hostatgeria i restauració i 2 d'empreses immobiliàries.
Dels 3 establiments de servei als particulars que hi havia el 2009, 1 era un paleta, 1 restaurant i 1 agència immobiliària.
L'any 2000 a Bourg-Archambault hi havia 20 explotacions agrícoles que ocupaven un total de 1.498 hectàrees.

## Poblacions més properes
El següent diagrama mostra les poblacions més properes.